# Pernille Skipper
Pernille Skipper (Aalborg, Dinamarca, 10 de juliol de 1984) és una política danesa. Afiliada a l'Aliança Roja-Verda (en danès: Enhedslisten), és membre del Parlament de Dinamarca (en danès: Folketing) d'ençà el 15 de setembre de 2011. Inicialment era militant del Partit Socialista dels Treballadors (SAP), de caràcter trotskista, i es declarava «marxista revolucionària». Més tard, el 2016, va abandonar la formació en assumir el càrrec de portaveu de l'Aliança Roja-Verda, però va assegurar que no havia canviat ideològicament. Posteriorment va rebutjar d'etiquetar més la seva ideologia.